# Vassili Davidenko
Vassili Aleksàndrovitx Davidenko (en rus: Василий Александрович Давиденко), (Tbilisi, 3 de juliol de 1970) és un ex-ciclista rus que també competí com a soviètic. A partir de 1999 es nacionalitzà estatunidenc. Fou professional del 1993 fins al 2006. Un cop retirat, passà a la direcció esportiva.

## Palmarès
- 1990
  - Vencedor de 4 etapes a la Ruta Mèxic
- 1991
  - Vencedor de 2 etapes a la Cursa de la Pau
- 1992
  - 1r al Gran Premio della Liberazione
- 1995
  - Vencedor d'una etapa al Tour DuPont
- 1996
  -  Campió de Rússia en ruta
  - Vencedor d'una etapa a la Volta a Polònia
- 1998
  -  Campió de Rússia en ciclocròs
- 1999
  - Vencedor d'una etapa al Cascade Cycling Classic
  - Vencedor d'una etapa al Tour de Toona
- 2000
  - Vencedor de 3 etapes al Tour de Beauce
- 2001
  - Vencedor d'una etapa al Sea Otter Classic
  - Vencedor d'una etapa al Giro dels Abruços
  - Vencedor de 2 etapes al Tour de Toona
- 2002
  - 1r a la Clarendon Cup
- 2003
  - Vencedor d'una etapa al Tour de Beauce
- 2005
  - Vencedor d'una etapa al Tour de Beauce